# Sokka
Sokka é um personagem fictício da série animada Avatar: A lenda de Aang, criada por Michael Dante DiMartino e Bryan Konitzko, e exibida originalmente pela Nickelodeon. Sokka é um dos personagens principais da série, fazendo parte do núcleo dos heróis.
Ele é um garoto de 15 anos da Tribo da Água do Sul e irmão mais velho de Katara. Sokka é geralmente mostrado como o alívio cômico do núcleo principal da série, na maioria das vezes protagonizando momentos de humor na trama.
O personagem também faz uma participação na sequência da série, A Lenda de Korra.

## Em outras mídias

### Cinema
O ator Jackson Rathbone interpreta Sokka na adaptação cinematográfica O Último Mestre do Ar, em um papel que foi duramente criticado por conta do apagamento racial do personagem.

### Série live-action
Ian Ousley interpreta Sokka na adaptação live-action em formato de série produzido pela Netflix.